# Keroplatus tipuloides
Keroplatus tipuloides is een muggensoort uit de familie van de Keroplatidae. De wetenschappelijke naam van de soort is voor het eerst geldig gepubliceerd in 1792 door Bosc.